# Chính sách thị thực của Somaliland
Tất cả công dân đến Somaliland đều phải xin thị thực.
Somaliland và Somalia có chính sách thị thực hoàn toàn khác nhau và Somaliland không công nhận chính sách thị thực quốc gia của Somalia.